# Lelkoun ušatý
Lelkoun ušatý (Batrachostomus auritus) je velký druh lelkouna, který se vyskytuje v subtropických a tropických vlhkých nížinatých lesích v Indonésii, Bruneji, Malajsii a Thajsku.

## Systematika
Druh popsal John Edward Gray v roce 1829. Lelkoun ušatý se řadí do rodu Batrachostomus, což je největší rod čeledi lelkounovití, resp. řádu lelkouni (Podargiformes). Druhové jméno auritus znamená „ušatý“ (z latinského auris, „ucho“).

## Popis

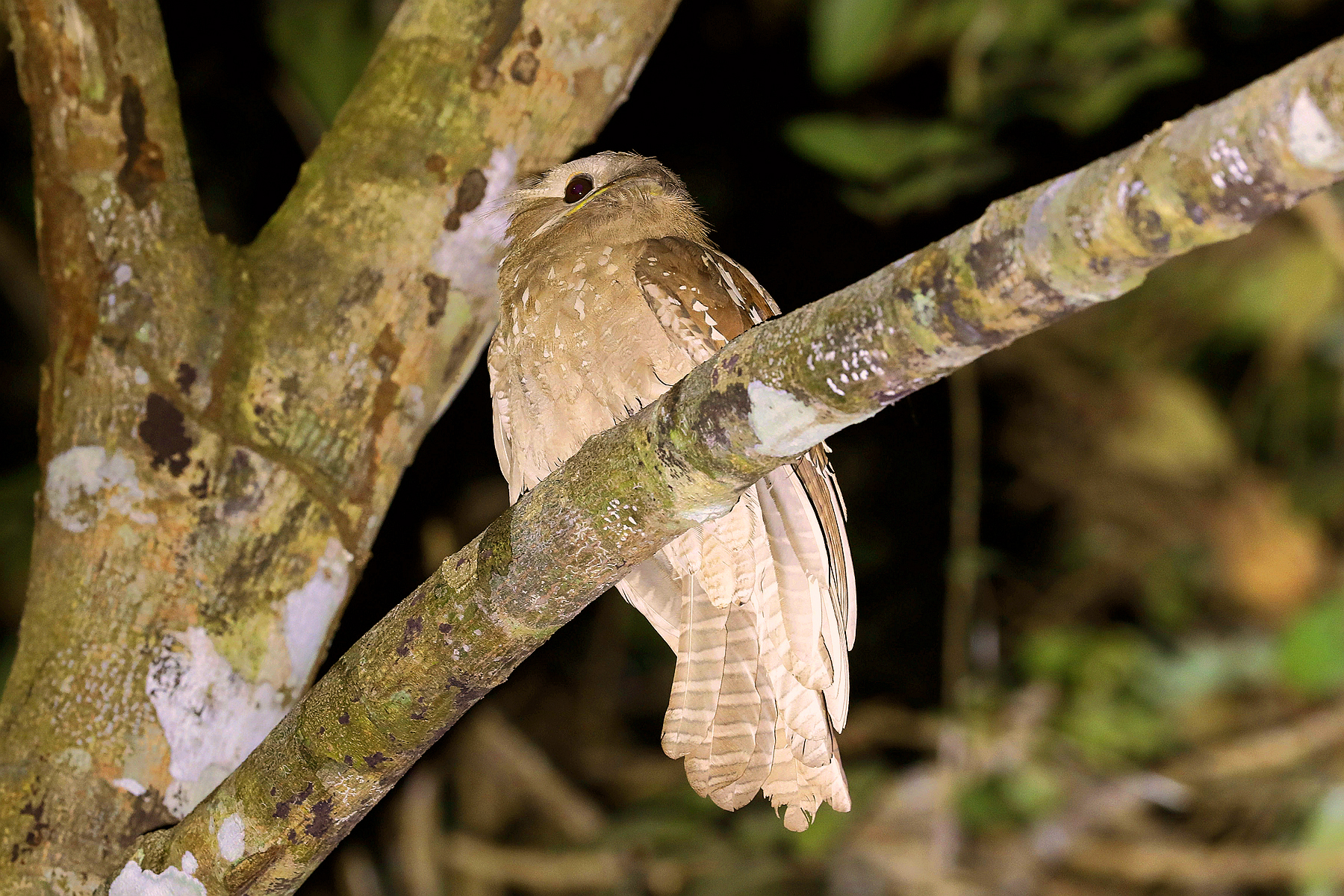
Lelkoun ušatý (Malajsie)

Tento velký lelkoun dosahuje výšky 39–42 cm. Křídlo je dlouhé 25–28 cm, ocas 19–21 cm, zobák 3,6–3,7 cm. Tyto rozměry z druhu činí největšího zástupce asijských lelkounů. Většina opeření hraje různými odstíny hnědé s občasným tmavším či světlejším flekováním. Na ocase a na křídlech jsou přítomné jemné bílé skvrny. Samice má velmi podobné opeření jako samec, avšak její barvy jsou poněkud fádnější.

## Rozšíření a stanoviště
Vyskytuje se v Malajsii (Borneo, Natunské ostrovy, Labuani), Indonésii (Sumatra) a Bruneji. Velmi vzácně se vyskytuje také v Thajsku. Druh není nikde hojný a je popisován jako vzácný či alespoň neobvyklý. Typické stanoviště lelkouna ušatého tvoří nížinaté lesy nejméně do 250 m n. m., patrně však až do 1000 m n. m.

## Biologie
Jedná se o krypticky zbarveného ptáka s velmi nízkou populací, kterého lze ve volné přírodě zahlédnout jen stěží. Lelkouni ušatí jsou navíc aktivní hlavně v noci, přes den hřadují na větvích, na kterých nehybně sedí, takže skvěle splynou se svým okolím. Živí se hmyzem (mj. kobylky, cikády), který chytá v noci na zemi nebo z větví. Hnízdo si staví na stromě z peří a rostlinného materiálu. Samice klade patrně jedno vejce a patrně inkubuje pouze ve dne, zatímco v noci sedí na vejcích samec. Ptáčata jsou cele obalena bílým prachovým peřím, které je takřka plně nahrazeno juvenilním opeřením do věku 15 dnů.
Hlasově se projevuje rozechvělým jemným kááuóóó ve stejném, občas jemně stopuajícím tónu.

## Ohrožení
Mezinárodní svaz ochrany přírody hodnotí druh jako téměř ohrožený. I když je o druhu známo jen minimum informací, předpokládá se, že jeho populace je na ústupu následkem úbytků přirozených stanovišť. To platí hlavně o nížinatých lesích Bornea a Sumatry, které jsou káceny za účelem zisku z prodeje dřeva a s cílem získání zemědělské a farmářské půdy. Lelkouni ušatí se nicméně vyskytují i v sekundárním lese, což druhu přináší ne zcela tragické výhledy do budoucna.